# Lachaussée-du-Bois-d'Écu
Lachaussée-du-Bois-d'Écu là một xã thuộc tỉnh Oise trong vùng Hauts-de-France tây bắc nước Pháp. nước Pháp. Xã này nằm ở khu vực có độ cao trung bình 155 mét trên mực nước biển.